# برج چاه ریگ
برج چاه ریگ مربوط به اواخر دوره صفوی تا افشار است و در شهرستان اردکان، بخش عقدا، دهستان نارستان، روستای چاه ریگ واقع شده و این اثر در تاریخ ۲۷ بهمن ۱۳۸۷ با شمارهٔ ثبت ۲۴۷۳۴ به‌عنوان یکی از آثار ملی ایران به ثبت رسیده است.